# Fabryka Obrabiarek do Drewna

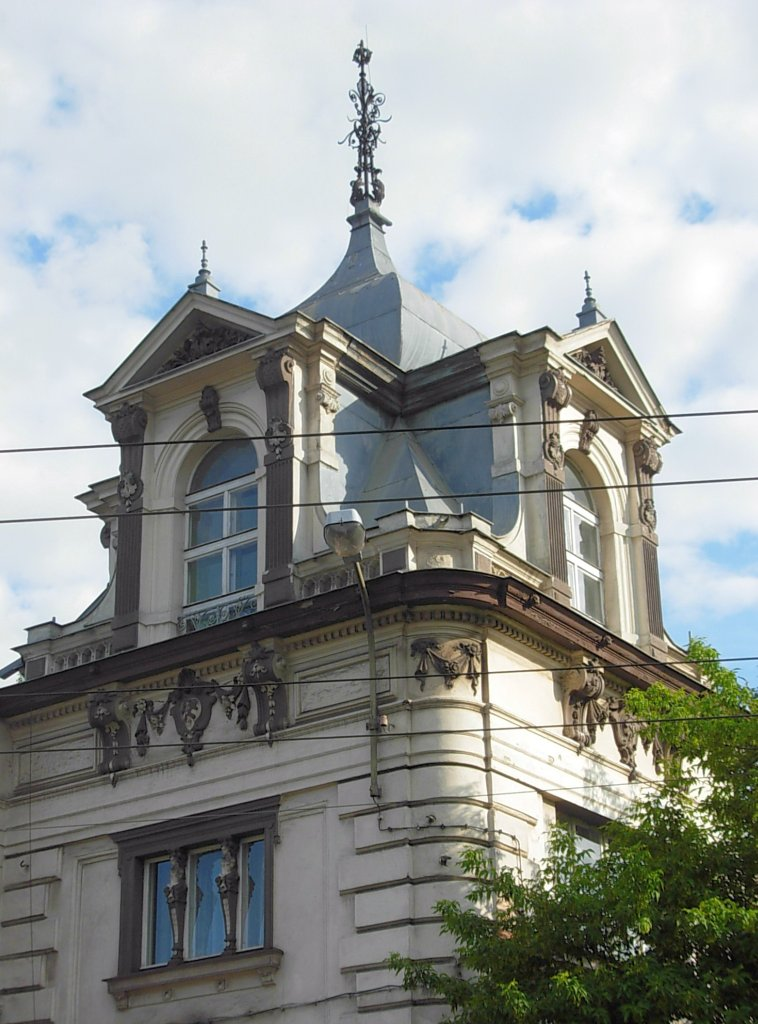
Budynek administracyjny, dawniej pałac właścicieli C. i W. Blumwe

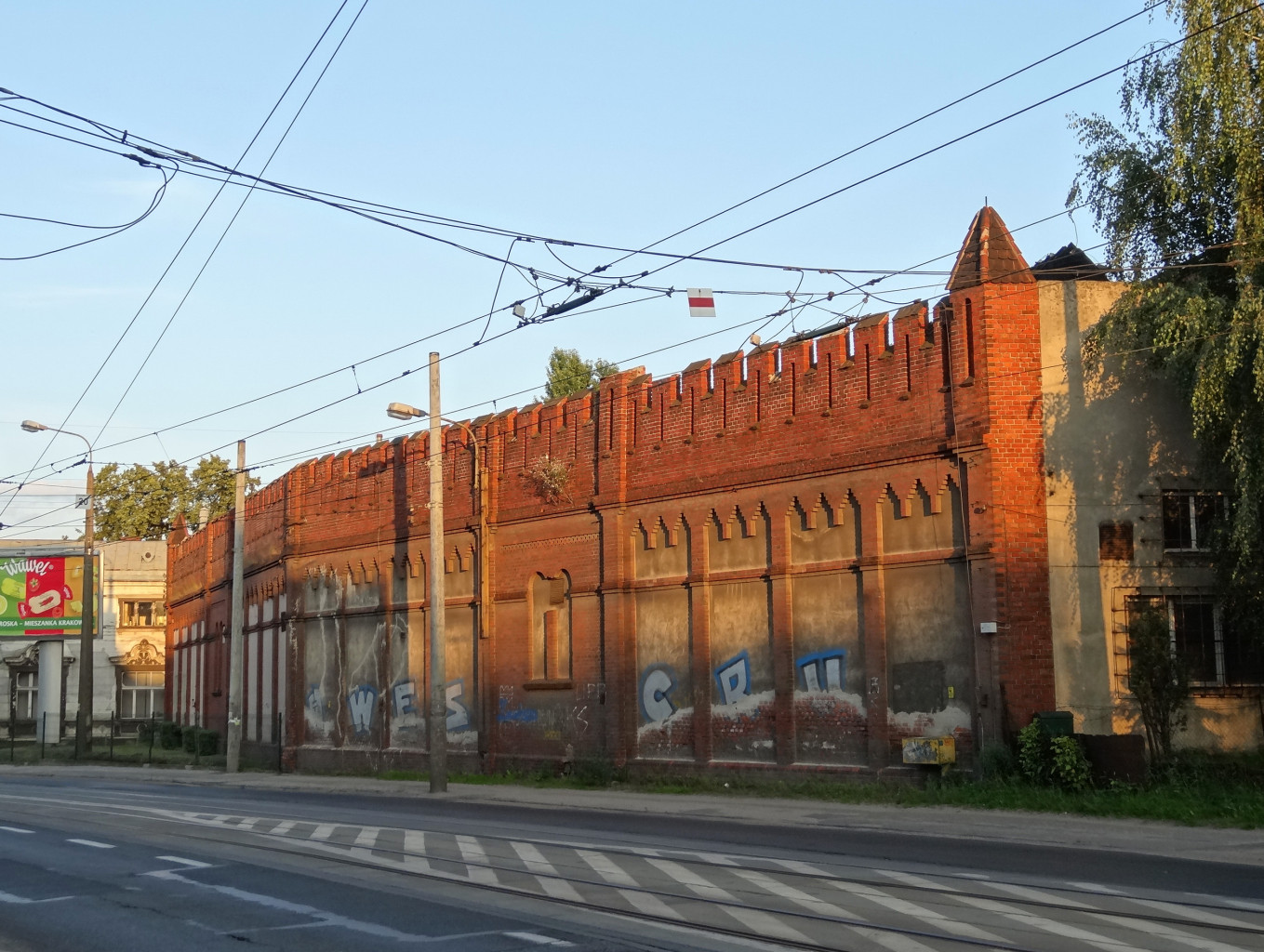
Zabytkowa hala montażu

Fabryka Obrabiarek do Drewna sp. z o.o. – jedno z najstarszych bydgoskich przedsiębiorstw, produkujące od 1865 roku maszyny i urządzenia do obróbki i przerobu drewna, a w późniejszym okresie również kompletne linie technologiczne dla przemysłu drzewnego. Było najstarszym w Polsce przedsiębiorstwem w swojej branży.

## Charakterystyka
Przedsiębiorstwo specjalizowało się w produkcji maszyn i urządzeń oraz kompletnych linii technologicznych dla przemysłu drzewnego. Oferuje m.in. traki, obrzynarki, wielopiły, pilarki, parkieciarki, strugarki, frezarki, linie technologiczne dla tartaków itp. Poza sferą produkcji przedsiębiorstwo zapewniało stały serwis oraz posiada zaplecze techniczne prowadzące stały rozwój i modernizację produkowanych wyrobów. Wyroby sprzedawane były na rynek krajowy oraz na eksport.

### Nagrody i wyróżnienia
Przedsiębiorstwo uzyskało następujące nagrody i wyróżnienia:
- laureat rankingu 500 Najbardziej Innowacyjnych Firm – 2005
- nominacja w rankingu Liderzy Marki 2005
- laureat rankingu Diamenty Forbesa 2010
- laureat Złotego Medalu Międzynarodowych Targów Maszyn i Narzędzi Dla Przemysłu Drzewnego i Meblarskiego DREMA 2016 w Poznaniu
- Symbol Jakości i Niezawodności 2017
- Certyfikat „Przedsiębiorstwo Fair Play” 2017
- Certyfikat „Przedsiębiorstwo Fair Play” 2018 i Nominacja do Statuetki „Przedsiębiorstwo Fair Play” 2018
- Złoty Certyfikat "Przedsiębiorstwo Fair Play" 2019

## Historia

### Okres pruski
Założycielem przedsiębiorstwa był Carl Blumwe, urodzony w 1827 w Chojnicach, przybyły do Bydgoszczy z Erfurtu w roku 1855. Pracę jako mistrz warsztatowy rozpoczął w założonych w Bydgoszczy Warsztatach Naprawczych Kolei Wschodniej, gdzie pracował do roku 1865. Następnie przy ul. Jagiellońskiej 12 założył własny warsztat budowy i naprawy maszyn rolniczych pod nazwą „Carl Blumwe”, w którym zatrudniał początkowo 3 osoby. W roku 1869 warsztat ten został rozbudowany i przeniesiony na posesję przy ul. Jagiellońskiej 94.
Szukając lepszej lokalizacji dla swojego zakładu, Blumwe w 1878 kupił teren z zabudowaniami od wdowy po właścicielu odlewni żelaza – Juliuszu Schmidcie na Wilczaku (obecnie ul. Nakielska 53). Mając do dyspozycji pomieszczenia fabryczne przystosowane do zamierzonej produkcji, zakłady te powiększył i zainstalował nowe maszyny. Wykonywał traki do tartaków oraz maszyny do obróbki drewna. W 1878 włączył do spółki swojego syna Wilhelma i od tego czasu przedsiębiorstwo przyjęło nazwę „Carl Blumwe i Syn” (niem. C. Blumwe & Sohn Eisengiesserei u. Special – Fabrik für Patentwagenachsen und Holzbearbeitungsmaschinen). Według danych z 1886 roku zakład zatrudniał ponad 100 robotników, a produkcję rozszerzono o maszyny parowe o mocy do 300 KM oraz urządzenia transmisyjne.
Rozwój fabryki związany był z korzystną koniunkturą dla przemysłu drzewnego w Bydgoszczy, związaną z eksportem drewna z Królestwa Kongresowego drogą wodną przez Wisłę i Kanał Bydgoski do Cesarstwa Niemieckiego. W 1879 zbudowano, a w latach 1905–1907 poszerzono Port Drzewny w Bydgoszczy, co przyczyniło się do gwałtownego rozwoju miejscowego przemysłu drzewnego po 1890
Cały miejscowy przemysł drzewny rozwinięty dzięki tranzytowi drewna drogą wodną do Niemiec zatrudniał w okresie największego rozwoju 6,2 tys. pracowników i umożliwił rozwój przedsiębiorstw wytwarzających maszyny i urządzenia do obróbki drewna.
W roku 1887 Carl Blumwe zmarł, a fabrykę przejął jego syn. W tym samym roku została ona przez niego powiększona o nowe parcele przy ul. Nakielskiej, na których wybudował warsztaty i hale fabryczne, wyposażone w oświetlenie elektryczne i nowoczesne urządzenia transmisyjne. W 1894 roku było zatrudnionych blisko 300 pracowników, zaś około 1900 roku – 350. Fabryka specjalizowała się wówczas w produkcji patentowanych osi wagonowych oraz maszyn do obróbki drewna, które sprzedawano w Rzeszy Niemieckiej oraz Cesarstwie Rosyjskim.
Wilhelm Blumwe w roku 1896 zbudował nowoczesną na owe czasy odlewnię żelaza oraz przekształcił fabrykę w spółkę akcyjną, której w 1897 został dyrektorem. Przedsiębiorstwo miała swoje przedstawicielstwa w Berlinie, Magdeburgu i Kolonii, a wyroby eksportowała m.in. do Brazylii, Chin, Francji, Grecji, Holandii, Japonii, Ameryki, Turcji, Włoch,  i Afryki. Tak rozbudowaną fabrykę Wilhelm Blumwe prowadził do swej śmierci w 1903. Od tego momentu fabrykę, prowadzili: dawniejszy prokurent inż. Gustaw Zschalig i handlowiec Bernhard Naumann. W 1912 w skład rady nadzorczej wchodzili: Lewin Louis Aronsohn, Martin Friedländer i Julius Strelow wszyscy z Bydgoszczy oraz Richard Dyhrenfurth z Berlina.

### Okres międzywojenny
Po odrodzeniu się państwa polskiego, w ramach przejmowania przedsiębiorstw niemieckich przez Polaków fabryka została przyłączona jako oddział do grudziądzkiej spółki Pomorska Fabryka Maszyn S.A. (od 1922 Spółka Akcyjna „Unia”, Zjednoczone Fabryki Maszyn). 1 lipca 1928 roku oddział bydgoski „Unii” usamodzielnił się pod nazwą Fabryka Traków i Maszyn do Obróbki Drzewa, dawniej C. Blumwe i Syn, sp. akc. w Bydgoszczy.
Fabryka całkowicie pokrywała zapotrzebowanie krajowe oraz eksportowała swoje wyroby do wielu krajów (Bułgaria, Turcja, Rumunia, Brazylia, Peru, Argentyna). W końcu lat 20. zatrudniała 500 pracowników, którzy rocznie produkowali około 150 traków i 1000 maszyn do obróbki drewna. Produkty fabryki uzyskały medale na międzynarodowych wystawach w Rzymie (1926) i Wilnie (1928).
Około 1930 nastąpiło załamanie rynku i upadek Bydgoszczy jako centrum przemysłu i handlu drzewnego, co wpłynęło na zahamowanie rozwoju fabryki. Przyczynami tego były: wielki kryzys, wojna celna między Polską a Niemcami i monopolistyczna polityka zarządu Lasów Państwowych. W 1931 zatrudnienie w fabryce spadło do 100 osób, a w 1932 do 50.
Ponowny rozwój fabryki przypada na lata 1935-1939. Przeprowadzono wówczas reorganizację i wprowadzono nowoczesne zasady produkcji. Przedsiębiorstwo zatrudniało 120 wykwalifikowanych robotników, 20 urzędników i zespół inżynierów. Asortyment wyrobów liczył ponad 300 typów maszyn. Oprócz traków produkowano wszelkiego rodzaju narzędzia stolarskie do obróbki maszynowej (dla stolarni budowlanych, zakładów mebli, skrzynek, beczek, parkietów i wszelkiej galanterii drzewnej). Świadectwem prężnego rozwoju fabryki w tym okresie jest wprowadzony do produkcji w 1936 roku trak „Gigantic” z mechanizmem podsuwowym o prędkości 320 obr./min. i wydajności 60 m³/h, który nie miał konkurencji na całym świecie. Bydgoska fabryka zwyciężyła także w tym czasie w zawodach traków tartacznych, zorganizowanych w Berlinie.
31 stycznia 1937, w nocy z sobotę na niedzielę, przy temperaturze -18C doszło do pożaru, w wyniku którego spłonęła piętrowa, drewniana hala mieszcząca tokarnię i elektrownię. Na miejsce zdarzenia przybył prezydent miasta Leon Barciszewski. Straty oszacowano na 260 tys. zł.

### Okres okupacji
Po wybuchu II wojny światowej i zajęciu Bydgoszczy przez Wehrmacht, majątek przedsiębiorstwa został skonfiskowany przez niemiecki Główny Urząd Powierniczy – Wschód. Powrócono do niemieckiej nazwy przedsiębiorstwa, tj. „Fabrik für Holzverarbeitungsmaschinen Blumwe und Co. AG.”. Fabryka została zmilitaryzowana, lecz nadal prowadziła produkcję maszyn i urządzeń dla przemysłu drzewnego.

### Okres powojenny
W 1945 roku, w pierwszych dniach po wyzwoleniu Bydgoszczy, fabryka wznowiła działalność. W kwietniu 1945 radzieckie władze wojskowe wpisały zakład na listę 30 obiektów gospodarczych w Bydgoszczy planowanych do objęcia akcją wywozu urządzeń do ZSRR. Wywózek udało się uniknąć po interwencji polskich władz u przedstawiciel Misji Ekonomicznej ZSRR w Warszawie w maju 1945.
Na początku 1948 zatrudnienie w przedsiębiorstwie wynosiło 365 osób, a w 1954 roku – 542 osób, w tym 82 kobiety:
W 1947 wysłano pierwsze maszyny na eksport do Jugosławii. Tym samym zakład uchodził za pierwszego bydgoskiego eksportera po wyzwoleniu.
Do 1948 jako jeden z kilkudziesięciu średnich i dużych przedsiębiorstw bydgoskich podlegał bezpośrednio Ministerstwu Przemysłu w Warszawie.
Początkowo przystąpiono do produkcji na potrzeby wojska, jednak szybko powrócono do pierwotnego profilu produkcji, który zaspakajał potrzeby przemysłu drzewnego. Fabryka została podporządkowana zjednoczeniu, zarządzanemu centralnie. W latach 1950–1955 fabryka została rozbudowana zgodnie z założeniami planu sześcioletniego, który przyznawał priorytet rozbudowie przemysłu ciężkiego i środków produkcji. W latach 60. wykorzystanie maszyn w zakładzie wynosiło średnio 60-70%, a pracownicy skarżyli się na niedogrzanie hal i ciężkie warunki pracy. Sytuacji nie poprawiała znaczna fluktuacja w granicach 43% rocznego stanu osobowego załogi.
Od 1970 roku decyzją zjednoczenia fabryka wyspecjalizowała się w zakresie produkcji linii technologicznych dla przemysłu tartacznego, natomiast produkcję maszyn innego typu zaczęto przekazywać nowo powstającym przedsiębiorstwom. W latach 70. nawiązano współpracę kooperacyjną z firmami zachodnioniemieckimi i uruchomiono linię technologiczną do łączenia drewna w długość. Poziom eksportu sięgał 40% produkcji sprzedanej i adresowany był głównie do krajów socjalistycznych. W ramach umów eksportowych pracownicy dokonywali montażu maszyn za granicą. Przedsiębiorstwo dysponowało zakładowym ośrodkiem wypoczynkowym w Więcborku. Od 1978 fabryka dysponowała filią w Sępólnie Krajeńskim, przejętą od przemysłu terenowego, gdzie uruchomiono wydział obróbki mechanicznej oraz świadczono usługi dla ludności w ramach napraw samochodów osobowych i dostawczych.
Od 17 marca 2000 Fabryka Obrabiarek do Drewna funkcjonuje jako spółka prawa handlowego. W listopadzie 2011 Minister Skarbu Państwa ogłosił publiczny przetarg na zbycie 81 600 udziałów spółki o wartości 50 zł każdy, co stanowi 85% kapitału zakładowego przedsiębiorstwa.
W 2017 podjęto decyzję o przeniesieniu produkcji do nowego zakładu w miejscowości Niwy, względnie do bydgoskiego parku przemysłowego, co miało nastąpić do 2021 roku. W maju 2020 podpisano przedwstępną umowę na sprzedaż za 17,5 mln zł prawie 4 ha dotychczasowego terenu fabryki Grupie Kapitałowej Polski Holding Nieruchomości, która przewidywała realizację w tym miejscu 710 mieszkań według projektu warszawskiego studia AGK Architekci. Hala montażowa dawnej fabryki miała zostać zachowana z przeznaczeniem na lokale handlowe i usługowe. W 2021 roku przedsiębiorstwo przeniosło się do nowej fabryki w Trzeciewcu. W 2024 rozpoczęto wyburzanie zabudowań fabrycznych, a na terenie dawnego składu po przeciwnej stronie ul. Nakielskiej powstały obiekty handlowe. W 2025, w związku z dekoniunkturą w przemyśle drzewnym, rozpoczęto postępowanie likwidacyjne spółki.
2 września 2017 w hali fabrycznej wystawiono przedstawienie Sny Marii Dunin teatru Alelale.

## Zabytkowa zabudowa zakładu
Kompleks fabryczny powstał w II połowie XIX wieku na podobieństwo założeń przemysłowych znanych z Łodzi czy Warszawy.
W obiektach tych pałac lub willa fabrykanta z założeniem ogrodowym była zlokalizowana w obrębie zakładu. Bogaty wystrój elewacji prestiżowego budynku łączącego funkcje mieszkalne i biurowe podkreślał status społeczny fabrykanta, a jednocześnie kontrastował z surową, ceglaną, architekturą hal fabrycznych.
Zabudowa zakładu powstawała stopniowo i ulegała częstym zmianom, przebudowom i rozbudowom. W 1879 roku istniała już willa właściciela z przylegającą do niej stolarnią. W latach 1893–1922 powstały: stajnia, kuźnia, kotłownia (1895), trzy tokarnie (1894, 1900), hala montażu (1896–1897), budynek żeliwiaka i dwóch pieców odlewniczych (1920), odlewnia (1922, proj. Fritz Weidner). Częściowo zachował się również zabytkowy park maszynowy, m.in. obrabiarki, a także ostatni budynek w Bydgoszczy obłożony łupkiem.
Po 1945 roku, głównie w latach 1950–1952, znaczna część zabudowy uległa rozbiórce, a w jej miejsce powstały nowe obiekty produkcyjne. Inne przebudowano tak, iż zatraciły swój pierwotny kształt.
Z historycznej zabudowy do dziś zachowały się jedynie:
- budynek biurowy (1850–1900)
- hala montażu (1896–1897)
- tokarnia, obecnie magazyn z portiernią (1895–1900)

Przed 2017 rokiem istniał ponadto drewniany budynek magazynowy, zlokalizowany po parzystej stronie ul. Nakielskiej (nr 50).

### Hala montażu
Halę wybudowano w latach 1896–1897 według niezachowanego projektu. W 1950 została rozbudowana w kierunku wschodnim. Jest ona zlokalizowana w północno-wschodniej części terenu fabrycznego, po zachodniej stronie głównej bramy wjazdowej. Północna ściana obiektu jest zarazem murowanym ogrodzeniem terenu fabryki od strony ul. Nakielskiej. Neogotycki styl budowli tworzą fryz arkadkowy, pseudowieżyczki i krenelaż.
Bryła budynku posiada cechy znamienne dla architektury przemysłowej końca XIX i początku XX wieku. W hali zachowała się prasa hydrauliczna z około 1900 roku, stosowana do montażu traków.
Hala była największym zachowanym do dzisiaj, czynnym i najbardziej atrakcyjnym architektonicznie budynkiem przemysłowym Bydgoszczy, w którym realizowane były pierwotne funkcje produkcyjne.

### Dawna tokarnia
Budynek jest usytuowany po wschodniej stronie głównej bramy wjazdowej. Powstał między 1895 a 1900 rokiem. Został dobudowany do ściany północnej wcześniejszej tokarni i był trzecim z kolei budynkiem o tej samej funkcji, zlokalizowanym wzdłuż wschodniej granicy parceli, obecnie ul. Stawowej. Po 1945 roku budynek przestał pełnić funkcję hali produkcyjnej, a w latach 1971–1972 został poddany przebudowie. Wówczas w jego części północno-zachodniej wydzielono portiernię, a pozostałą powierzchnię wykorzystano jako magazyn wyrobów gotowych.